# Dark Sanctuary
Dark Sanctuary (англ. Темне святилище) — французький неокласичний дарквейв-, готичний метал-гурт, створений у Парижі в 1996 році.

## Історія
Першим офіційним релізом гурту став 20-хвилинний однотрековий музичний компакт-диск Funeral Cry, випущений 1997 року. На той момент група складалася лише з двох учасників: Arkdae на клавішних і Marquise Ermia на вокалі.
У 1998 році колектив додав нових учасників до свого складу: Hylgaryss (клавішні), Sombre Cÿr (перкусія/бас) та Eliane (скрипки). Разом вони записали свій дебютний альбом Royaume Mélancolique. Вони також провели свій перший концерт у вересні 1998 року під Парижем.
У листопаді 1999 вони підписали контракт з Wounded Love Records, і після приєднання Marguerite (скрипки) записали свій другий альбом De Lumière Et d'Obscurité, який вийшов у листопаді 2000.
Відразу після записувальних сесій Marquise Ermia залишила групу, щоб продовжити навчання, і приєдналася нова співачка Dame Pandora.
Їхній третій альбом L'Être Las — L'envers Du Miroir вийшов на початку 2003 року, через кілька місяців після виходу двокомпозиційного синглу.
Після кількох концертів у Франції гурт повернувся до Німеччини, щоб записати свій четвертий альбом Les Mémoires Blessées. Цей альбом, який був випущений на початку 2004 року, підтвердив власний стиль Dark Sanctuary, забезпечивши глибшу зрілість, а також нові музичні горизонти.
У 2005 році вийшов їхній перший збірний альбом Thoughts: 9 Years in the Sanctuary.
Згодом вони випустили два альбоми під назвою Exaudi Vocem Meam — Part 1 та Exaudi Vocem Meam — Part 2, у 2005 та 2006 роках відповідно.
З 2009 року гурт узяв перерву на невизначений термін. Того року вони закінчили запис спільної з Victoria Francés роботи під назвою Dark Sanctuary.
У 2017 році Avantgarde Music випустив Metal, компіляцію кількох треків Dark Sanctuary у власній інтерпретації у стилі gothic-doom metal, записаних протягом різного часу в Німеччині.
На початку 2022 року Dark Sanctuary повернулися з EP Iterum.
У 2023 році анонсовано новий альбом. Платівка під назвою Cernunnos знаменує повернення гурту після 14 років.

## Жертва незаконного копіювання
Німецького репера Bushido звинуватили у копіюванні 16 пісень з доробку Dark Sanctuary. Пісня «Les Mémoires Blessées» семплована Bushido в синглі «Janine» (2007) з його найбільш продаваного альбому Von der Skyline zum Bordstein zurück (2006). На цьому альбомі Bushido без дозволу відібрав вісім музичних творів Dark Sanctuary, включаючи пісні «Les Larmes du méprisé» (використана в «Hast du was bist du was») і «L'autre Monde» (використана в «Sex in the City»).
23 березня 2010 року німецькі суди визнали Bushido винним і зобов'язали припинити продаж певних альбомів, синглів і семплів, у тому числі Von der Skyline zum Bordstein zurück. Крім того, його зобов'язали відкликати та знищити всі непродані примірники.

## Учасники
Поточні
- Dame Pandora — вокал
- Arkdae — клавішні/гітари
- Hylgaryss — клавішні/гітари
- Sombre Cÿr — бас/перкусія
- Alexis — перкусія

Колишні
- Eliane — скрипки
- Marguerite — скрипки
- Marquise Ermia — вокал

## Дискографія

### Альбоми
- Royaume Mélancolique (1999)
- De Lumière et d'Obscurité (2000)
- L'être las — L'envers du miroir (2003)
- Les Mémoires Blessées (2004)
- Exaudi Vocem Meam — Part 1 (2005)
- Exaudi Vocem Meam — Part 2 (2006)
- Dark Sanctuary (2009)
- Metal (2017)
- Cernunnos (2023)

### Сингли та EP
- Funeral Cry (1998)
- Vie Éphémère (2002)
- La Clameur du Silence (promo) (2004)
- Iterum (2021)

### Збірки
- Thoughts: 9 Years in the Sanctuary (2005)